# 基因污染
基因污染（英語：Genetic pollution）指對原生物種基因庫非預期或不受控制的基因流動。

## 指称
长期以来，保护生物学以及自然保护提倡者用基因污染这一术语来形容从家养的、野生的、非本土的或入侵物种到野生本土物种的基因流动。这一术语之后被用来形容从基因工程（GE）物种或转基因生物（GMO）到非GE/GM生物的基因流动。

## 基因工程
环境学家杰里米·里夫金（Jeremy Rifkin）于1998年写了一本名为《生物技术的世纪》的书，“基因污染”这一术语因此而为大家熟知。人为使两个基因不同的物种交叉培育的过程成为杂交。这一过程会产生基因渗入。转基因生物通过与野生植物或动物杂交而使其基因散布到自然环境中，里夫金用基因污染来形容这种非预期的过程可能存在的风险。
目前，联合国粮食和农业组织定义“基因污染”的用法为：
“基因信息不受控制地扩散到自然状态下并不存在此种基因的生物基因组中。（通常被称作转基因）”
自从2005年英国遗传学监督机构（GeneWatch UK）和国际绿色和平组织（Greenpeace International）推出“转基因污染注册表”之后，该注册表记录了有意或无意推出转基因生物所引发的事故。
通过对于四种不同作物为期10年的研究没有发现转基因生物比相应的传统作物更具侵略性或更顽强。基因污染经常被引用的一个例子是在墨西哥的瓦哈卡，广为人知的从基因工程玉米到传统玉米的转基因。奎斯特（Quist）和差佩拉（Chapela）的报告由于研究方法的原因一度受到了质疑。首次发表这一研究的科学杂志表示，“现有的证据不足以评判原报告的发表情况。”近期对于原有研究的重复试验得出结论：转基因玉米于2003和2004年在墨西哥南部消失了。种植基因工程玉米是为了增强植物的抗倒伏性以及解决世界的糧食危机。然而这些目的在公众中引起了争论，人们开始担心基因工程的最终产品所制造的食物的安全问题。
2004年在美國俄勒冈州附近进行的针对多种转基因的匍匐翦股颖所进行的田间试验显示，转基因及副性状（草甘膦除草剂抗性）可以通过风传播授粉传播给当地不同的翦股颖品种，其传播范围可达距研究点14公里的距离。2007年，生产转基因翦股颖的斯科特公司（Scotts Company）同意支付美国农业部（USDA）50万美元的民事赔款。美国农业部指控斯科特公司“2003年俄勒冈州田间试验操作没能确保抗草甘膦的翦股颖及其后代都不能在自然环境中长期存活。”

## 入侵物种
而在农业、林业和畜牧业方面，“基因污染”用来形容基因工程物种和相应的野生原物种之间的基因流动。长期以来，保护生物学以及自然保护提倡者用基因污染这一术语来形容从家养的、野生的、非本土的或入侵物种到野生本土物种的基因流动。例如，TRAFFIC这一国际野生动物交易监控网络是用来确保对于野生动植物的交易不会威胁自然保护。他们促进了人们对于入侵物种的引入所带来害处的关注，因为这些物种可能“与本土物种杂交，从而导致基因污染”。联合自然保护委员会（JNCC）是英国政府和国际自然保护组织的法定顾问。这一组织致力于维持和增强生物的多样性并宣传引入入侵/非本土物种的弊端。他们认为入侵物种：
“将会改变基因库（通过被称作‘基因污染’的过程），并且这将是不可逆转的改变。”

## 对于濒危物种的威胁
基因污染对于某些濒危动植物的威胁尤其严重，因为这些动植物只存有较少的数量。非洲的野生狗就是其中一例。由于野生物种与家养狗的杂交，这些野生狗不但失去了栖息地，而且与家养物种之间产生了基因流动，致使它们的保护情况严重恶化。

## 争议性的术语
无论是基因污染还是类似的术语（如“基因恶化”、“基因淹没”、“基因併吞”、“基因侵略”）都是具有争议的科学術語表达。海默（Hymer）和森博洛夫（Simberloff）认为这些术语：
“暗示了杂交物种比亲本物种适应性差，这种情况不需考虑在内，又或者‘纯’基因库有内在价值”。
他们建议称来自入侵物种的基因流动为“基因混合”，这是因为：
“‘混合’不一定存在价值判斷。我们把它用在这儿以表示降低或提高物种适应性都有可能的基因库混合。”
像帕特里克·穆尔（Patrick Moore）（绿色和平组织创始人和前成员之一）一样的环境学家怀疑“基因污染”这一术语是否更具政治性而不是科学性。这一术语被认为会激发主观情感而不是呈现客观事实。